# Carphodicticus cristatus
Carphodicticus cristatus is een keversoort uit de familie snuitkevers (Curculionidae). De wetenschappelijke naam van de soort werd in 1971 gepubliceerd door Wood.